# Университет-Югра
«Университе́т-Югра́» — российский баскетбольный клуб из Сургута. Выступает в Суперлиге и Кубке России.

## История
История команды «Университет-Югра» началась в 1974 году, когда при существующем тресте «Сургуттрубопроводстрой» была организована баскетбольная команда под названием «Строитель». Первый успех «Строителя» приходится на 1977 год, когда никому неизвестная команда из северной глубинки стала обладателем кубка ВЦСПС.
В 1978 году «Строитель» занимает 3-е место на Кубке СССР среди команд Сибири и Дальнего Востока. Далее с переменным успехом выступает в Чемпионатах СССР и России во Второй лиге.
В 1993 году «Строитель» выходит в Первую лигу Чемпионата России. Выступая в Первой лиге, команда по решению Администрации города Сургута и ректора Сургутского государственного университета Георгия Ивановича Назина закрепляется за СурГУ и меняет свое название на «Университет», так как костяк команды составляют именно студенты.
За 3 последующих года «Университет» из новичка Высшей лиги вырастает в настоящего лидера Чемпионата, и в 2001 году в ранге Победителя Чемпионата России среди мужских команд Высшей лиги выходит в Суперлигу «Б» Чемпионата страны.
B сезонах 2001/2002 и 2002/2003 команда «Университет» становится двукратным бронзовым призёром Чемпионата России среди мужских команд Суперлиги Дивизион «Б».
По завершении сезона 2001/2002, в мае 2002 года на Заседании конференции БК «Университет» было принято решении об избрании на пост Президента клуба на тот момент ещё Первого заместителя мэра г. Сургута Вячеслава Фёдоровича Новицкого, должность вице-президента занял Виктор Николаевич Нанака.
Переломным в истории команды можно назвать сезон 2003/2004, когда команда «Университет» стал победителем Суперлиги «Б» и получил путевку в элитный эшелон Российского баскетбола — Суперлигу «А».
Свой первый сезон в высшем дивизионе сургутская команда провела достойно, дав бой таким именитым командам, как «Динамо» (Московская область), казанский УНИКС, петербургский «Спартак» и другие, и заняв 12 место в Чемпионате.
В самом начале второго сезона в Суперлиге «А» сургутская команда полностью переходит на финансирование Правительства Ханты-Мансийского автономного округа-Югры и меняет своё название на «Университет-Югра».
Сезон 2005/2006 команда завершает на 11 месте из 14 команд. Президент клуба Вячеслав Новицкий охарактеризовал завершение сезона успешным, отражающим динамику развития, постепенного роста и совершенствования команды.
Сезон 2006/2007 стал третьим для команды, который она провела в элитном дивизионе российского баскетбола. Задачи и цели, которые были поставлены перед командой — это выступить не хуже, чем в предыдущие два сезона, с чем «Университет» успешно справился, заняв 9 строчку турнирной таблицы.
Сезон 2009/10 пропустил из-за финансовых проблем. В сезоне 2010/11 выступала в Суперлиге и заняла первое место в регулярном чемпионате. По итогам плей-офф завоевала серебряные медали чемпионат уступив в серии до двух побед «Спартаку-Приморье» из Владивостока.
В сезоне 2011/2012 «Университет» вновь сыграет в чемпионате Суперлиги. Команду пополнили шесть человек. Это Алексей Екимов («Динамо»), Владимир Дячок («Спартак» СПб), Максим Дыбовский (ТЕМП-СУМЗ, Ревда), Амин Амирханов (УНИКС, Казань), Дмитрий Загнойко («Спартак-Приморье», Владивосток), Денис Беляев («Енисей»). С прошлого сезона в команде остались защитники Владимир Шевель и литовский легионер Линас Лекавичус, центровой Павел Хомяков, а также форварды Денис Хлопонин и капитан команды Андрей Андрущенко. Из молодёжного состава в основу переведен универсал форвард/центровой Константин Буланов. Ещё один центровой молодёжной команды Борис Гурьев поедет с основой на сборы.
В составе 2013/2014 сезона, в команде выступают Агеев Антон, Александров Илья, Дячок Владимир, Зайкин Александр, Зеленский Геннадий, Куземкин Андрей, Лепоевич Никола, Ольхов Артем, Рындин Александр, Савенков Александр, Хлопонин Денис, Шевель Владимир.

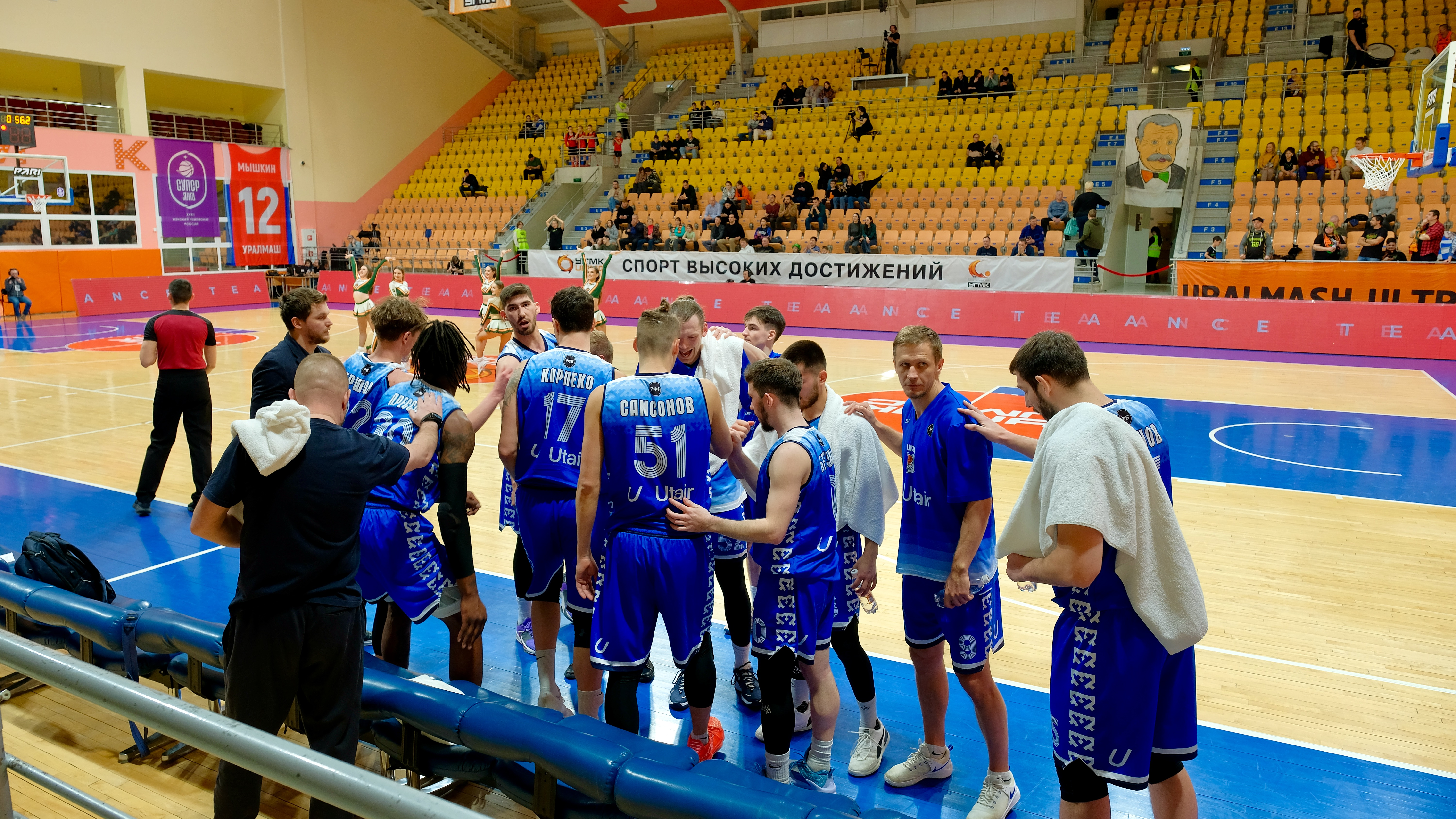
В матче против Уралмаша (2023)

## Достижения
Суперлига
- Чемпион (2): 2003/2004, 2016/2017
- Серебряный призёр (4): 2010/2011, 2011/2012, 2012/2013, 2013/2014
- Бронзовый призёр: 2002/2003